# Филаретово
Филарèтово е село в Югоизточна България, община Котел, област Сливен.

## География
Село Филаретово се намира на около 36 km север-североизточно от областния център Сливен, около 11 km север-североизточно от общинския център Котел и около 16 km юг-югоизточно от град Омуртаг. Разположено е в историко-географската област Герлово, в североизточното подножие на Котленска планина, на около 700 – 800 m от течащата северно от селото река Голяма Камчия. Климатът е умереноконтинентален. Надморската височина в центъра на селото при сградата на кметството е около 355 m, а наклонът на терена е предимно на север.
През Филаретово минава третокласният републикански път III-706, който води на запад към връзка с второкласния републикански път II-48, а на изток – през селата Малко село, Ябланово и Звездица към връзка с първокласния републикански път I-7.
Землището на село Филаретово граничи със землищата на: село Топузево на север; село Малко село на изток; град Котел на юг; село Тича на запад; село Орлово на северозапад.
Населението на село Филаретово, наброявало 511 души при преброяването към 1934 г. и нараснало до 982 към 1985 г., намалява до 784 към 1992 г. и 581 (по текущата демографска статистика за населението) към 2021 г.
При преброяването на населението към 1 февруари 2011 г., от обща численост 604 лица, за 3 лица е посочена принадлежност към „българска“ етническа група, за 594 – към „турска“, за 3 – „не отговорили“, а за принадлежност към „ромска“, „други“ и „не се самоопределят“ не са посочени данни.

## История
До 1934 г. селото се нарича Хамзалàр.

## Обществени институции
Село Филаретово към 2023 г. е център на кметство Филаретово.
В село Филаретово към 2023 г. има:
- действащо читалище „Васил Левски – 1973 г.“;[8][9]
- действащо общинско основно училище „Д-р Петър Берон“;[10]
- целодневна детска градина „Радост“;[11]
- джамия;[12]
- пощенска станция.[13]